# Richard William Southern
Richard William Southern (ur. 8 lutego 1912, zm. 6 lutego 2001) – brytyjski historyk, mediewista.
Był profesorem historii średniowiecznej w Oksfordzie. W latach 1969–1973 był prezesem Royal Historical Society. W 1974 roku otrzymał tytuł szlachecki. Jednym z jego uczniów jest Robert Bartlett.

## Wybrane publikacje
- Ranulf Flambard and Early Anglo-Norman Administration, Alexander Prize Essay (Transactions of the Royal Historical Society, December 1933)
- The Making of the Middle Ages (Yale University Press, 1953)
- Western Views of Islam in the Middle Ages (Harvard University Press, 1962)
- The Life of St Anselm, Archbishop of Canterbury, by Eadmer (as editor and translator) (Nelson, 1962; 2nd ed. 1972)
- St Anselm and His Biographer: A Study of Monastic Life and Thought 1059-c.1130 (Cambridge University Press, 1963)
- Western Society and the Church in the Middle Ages (Penguin, 1970)
- Medieval Humanism and Other Studies (1970)
- Robert Grosseteste: The Growth of an English Mind in Medieval Europe (Oxford University Press, 1986, 2nd ed. 1992) review
- St. Anselm: A Portrait in a Landscape (Cambridge University Press, 1992)
- Scholastic Humanism and the Unification of Europe, Vol. I and  Vol. II (Wiley, 1997, 2001)
- History and Historians: Selected Papers of R. W. Southern, edited by Robert Bartlett (Blackwell Publishing, 2004)

## Publikacje w języku polskim
- Kształtowanie średniowiecza, przeł. Helena Pręczkowska, Warszawa: Państwowy Instytut Wydawniczy 1970.